# Estadio Municipal de El Alto
Het Estadio Municipal de El Alto is een multifunctioneel stadion in El Alto, een stad in Bolivia. In het stadion kunnen ongeveer 25.000 toeschouwers.
De bouw van het stadion begon in december 2013 en werd voltooid in 2017. De opening van het stadion was op 16 juli 2017. Tijdens deze opening speelden Club Bolívar tegen The Strongest. Bij de opening was ook Evo Morales aanwezig, de president van Bolivia.
De voetbalclubs Club Always Ready en Club Deportivo FATIC maken er gebruik van. Het stadion wordt ook gebruikt voor internationale wedstrijden. Zo speelde Bolivia in september 2024 een kwalificatiewedstrijd tegen Venezuela.